# Valle de sombras
Valle de sombras és una pel·lícula de thriller de supervivència espanyola dirigida per Salvador Calvo a partir d'un guió de  Alejandro Hernández protagonitzat per Miguel Herrán, al costat de Susana Abaitua, Iván Renedo i Alexandra Masangkay. Té prevsista l’estrena el 24 de gener de 2024

## Argument
La trama està ambientada a l'Himalayas de Himachal Pradesh l'any 1999. Quique és un muntanyer espanyol passa les vacances amb Clara i el petit Lucas. Pateixen un atac dels bandits i resta sol i abandonat. És rescatat per un nadiu, que el porta al seu llogaret. Des d’allí, seguint un riu gelat, intentarà tornar cap a casa.

## Repartiment
- Miguel Herrán com Quique[3]
- Susana Abaitua com Clara[4]
- Iván Renedo com Lucas[4]
- Alexandra Masangkay com Prana[2]
- Stanzin Gombo[2]
- Morup Namgyal[2]

## Producció
El guió va ser escrit per Alejandro Hernández. La pel·lícula és una producció de La Terraza Films, Atresmedia Cine, Ikiru Films, i El Reino de Zanskar AIE. El director de fotografia és Álex Catalán. Els exteriors han estat rodats a la vall de Kullu.

## Estrena
Distribuïda per Buena Vista International, la pel·lícula s'estrenarà a les sales d'Espanya el 12 de gener de 2024.

## Reconeixements
| Any  | Premi               | Categoria                        | Nominat                                      | Resultat | Ref   |
| ---- | ------------------- | -------------------------------- | -------------------------------------------- | -------- | ----- |
| 2024 | XXXVIII Premis Goya | Millor direcció de producció     | Leire Aurrekoetxea, Luis Gutiérrez           | Pendent  | [ 7 ] |
| 2024 | XXXVIII Premis Goya | Millor maquillatge i perruqueria | Sarai Rodríguez, Noé Montes, Óscar del Monte | Pendent  | [ 7 ] |
| 2024 | XXXVIII Premis Goya | Millors efectes especials        | Raúl Romanillos, Míriam Piquer               | Pendent  | [ 7 ] |